# Desmostylus
Desmostylus és un gènere extint de mamífers marins que visqueren a l'oceà Pacífic entre fa 7 i fa 5 milions d'anys, durant el Miocè. Eren animals forts semblants als ossos polars. Feien aproximadament 1,8 metres de llarg i 1,5 metres d'alçada, amb extremitats curtes, cosa que indicava que passaven gran part del temps dins l'aigua. Els pocs fòssils d'aquests mamífers trobats fins ara provenen del Japó, Sibèria (Rússia), Oregon i Califòrnia (Estats Units) i Baixa Califòrnia (Mèxic). Fou descrit a partir d'una dent incompleta.